# Campeonato Sudamericano de Clubes de Voleibol Femenino 2016
El Campeonato Sudamericano de Clubes de Voleibol Femenino de 2016 fue la octava edición del torneo de voleibol femenino más importante a nivel de clubes en Sudamérica desde su reanudación. El torneo comenzó el 24 de febrero y duró hasta el 28 del mismo mes de 2016 y tuvo por sede la ciudad de La Plata, en Argentina. Del mismo participaron 6 equipos, dos del país local, uno de Bolivia, uno de Brasil, uno del Perú y uno de Uruguay.
El campeón de esta edición fue el Rexona/Ades Vôlei de Brasil, equipo que repite el resultado respecto a la edición pasada. En la final derrotó al conjunto peruano de Universidad San Martín de Porres. El podio lo completó Villa Dora, que derrotó a su compatriota y conjunto local y organizador de Gimnasia y Esgrima La Plata.

## Equipos participantes
| Grupo A - Villa Dora - Universidad San Martín de Porres - Club Juan Ferreira | Grupo B - Gimnasia (La Plata) (equipo local) - Olympic - Rexona/Ades Vôlei |

## Modo de disputa
El campeonato se juega en dos fases, la fase de grupos y las eliminatorias. En primera instancia, los equipos se dividen en dos grupos, A y B, donde los equipos se enfrentan los unos a los otros. Los dos mejores equipos de cada grupo avanzan a la segunda fase, de eliminatorias. Los equipos ubicados en las terceras posiciones de cada grupo se enfrentan para determinar el quinto puesto.
Los mejores cuatro equipos se enfrentan en la segunda fase, donde el primero de un grupo se enfrenta al segundo del otro. Los dos ganadores avanzan a la final mientras que los perdedores disputan el tercer puesto.

## Primera fase

### Grupo A
| Pos. | Equipo        | Pts | PG | PP | SG | SP | PG  | PP  |
| ---- | ------------- | --- | -- | -- | -- | -- | --- | --- |
| 1.°  | San Martín    | 6   | 2  | 0  | 6  | 0  | 150 | 113 |
| 2.°  | Villa Dora    | 3   | 1  | 1  | 3  | 3  | 135 | 129 |
| 3.°  | Juan Ferreira | 0   | 0  | 2  | 0  | 6  | 107 | 150 |

| Fecha         |            | Res   |               | Set 1 | Set 2 | Set 3 | Set 4 | Set 5 | Total |
| ------------- | ---------- | ----- | ------------- | ----- | ----- | ----- | ----- | ----- | ----- |
| 24 de febrero | Villa Dora | 3 - 0 | Juan Ferreira | 25-17 | 25-19 | 25-18 | —     | —     | 75-54 |
| 25 de febrero | San Martín | 3 - 0 | Juan Ferreira | 25-22 | 25-13 | 25-18 | —     | —     | 75-53 |
| 26 de febrero | Villa Dora | 0 - 3 | San Martín    | 21-25 | 17-25 | 22-25 | —     | —     | 60-75 |

### Grupo B
| Pos. | Equipo              | Pts | PG | PP | SG | SP | PG  | PP  |
| ---- | ------------------- | --- | -- | -- | -- | -- | --- | --- |
| 1.°  | Rexona Ades         | 6   | 2  | 0  | 6  | 0  | 150 | 56  |
| 2.°  | Gimnasia (La Plata) | 3   | 1  | 1  | 3  | 3  | 100 | 121 |
| 3.°  | Olympic             | 0   | 0  | 2  | 0  | 6  | 77  | 150 |

| Fecha         |             | Res   |               | Set 1 | Set 2 | Set 3 | Set 4 | Set 5 | Total |
| ------------- | ----------- | ----- | ------------- | ----- | ----- | ----- | ----- | ----- | ----- |
| 24 de febrero | Rexona Ades | 3 - 0 | Gimnasia (LP) | 25-8  | 25-8  | 25-9  | —     | —     | 75-25 |
| 25 de febrero | Olympic     | 0 - 3 | Gimnasia (LP) | 9-25  | 14-25 | 23-25 | —     | —     | 46-75 |
| 26 de febrero | Rexona Ades | 3 - 0 | Olympic       | 25-11 | 25-7  | 25-13 | —     | —     | 75-31 |

## Segunda fase
|  | Semifinales   | Semifinales |   |               | Final        | Final |  |
|  |               |             |   |               |              |       |  |
|  |               |             |   |               |              |       |  |
|  |               |             |   |               |              |       |  |
|  | San Martín    | 3           |   |               |              |       |  |
|  | Gimnasia (LP) | 1           |   |               |              |       |  |
|  |               |             |   |               |              |       |  |
|  |               |             |   |               |              |       |  |
|  |               |             |   |               | San Martín   | 0     |  |
|  |               | Rexona Ades | 3 |               |              |       |  |
|  |               |             |   |               |              |       |  |
|  |               |             |   |               |              |       |  |
|  |               |             |   |               | Tercer lugar |       |  |
|  |               |             |   |               |              |       |  |
|  | Rexona Ades   | 3           |   | Gimnasia (LP) | 1            |       |  |
|  | Villa Dora    | 0           |   |               | Villa Dora   | 3     |  |

| Quinto lugar  |   |
| Juan Ferreira | 3 |
| Olympic       | 0 |

### Quinto puesto
| Fecha         |               | Res   |         | Set 1 | Set 2 | Set 3 | Set 4 | Set 5 | Total |
| ------------- | ------------- | ----- | ------- | ----- | ----- | ----- | ----- | ----- | ----- |
| 27 de febrero | Juan Ferreira | 3 - 0 | Olympic | 25-19 | 25-19 | 25-20 | —     | —     | 75-58 |

### Semifinales
| Fecha         |             | Res   |               | Set 1 | Set 2 | Set 3 | Set 4 | Set 5 | Total  |
| ------------- | ----------- | ----- | ------------- | ----- | ----- | ----- | ----- | ----- | ------ |
| 27 de febrero | Rexona Ades | 3 - 0 | Villa Dora    | 25-14 | 25-13 | 25-16 | —     | —     | 75-43  |
| 27 de febrero | San Martín  | 3 - 1 | Gimnasia (LP) | 25-20 | 24-26 | 25-23 | 27-25 | —     | 101-94 |

### Tercer puesto
| Fecha         |               | Res   |            | Set 1 | Set 2 | Set 3 | Set 4 | Set 5 | Total  |
| ------------- | ------------- | ----- | ---------- | ----- | ----- | ----- | ----- | ----- | ------ |
| 28 de febrero | Gimnasia (LP) | 1 - 3 | Villa Dora | 27-25 | 15-25 | 21-25 | 15-25 | —     | 78-100 |

### Final
| Fecha         |            | Res   |             | Set 1 | Set 2 | Set 3 | Set 4 | Set 5 | Total |
| ------------- | ---------- | ----- | ----------- | ----- | ----- | ----- | ----- | ----- | ----- |
| 28 de febrero | San Martín | 0 - 3 | Rexona Ades | 16-25 | 22-25 | 17-25 | —     | —     | 55-75 |

## Posiciones finales
| Pos. | Equipo                      |
| ---- | --------------------------- |
|      | Rexona Ades                 |
|      | San Martín                  |
|      | Villa Dora                  |
| 4.°  | Gimnasia y Esgrima La Plata |
| 5.°  | Juan Ferreira               |
| 6.°  | Olympic                     |

|  | Clasificado al Mundial de Clubes de la FIVB de 2016 |

| Campeón Sudamericano de Clubes  |
| ------------------------------- |
| Rexona/Ades Vôlei Tercer título |

## Jugadoras premiadas
- Mejor jugador[4]

 Carol (Rexona/Ades Vôlei)
- Mejor armadora

 Zoila La Rosa (San Martín)
- Mejores punteros

 Ángela Leyva (San Martín)
 Gabi (Rexona/Ades Vôlei)
- Mejores centrales

 Carol (Rexona/Ades Vôlei)
 Candelaria Herrera (Villa Dora)
- Mejor opuesta

 Micaela Fabiani (Villa Dora)